# Euronorm
En euronorm er en lov, som fastlægger grænseværdierne for, hvor meget kulilte, nitrogenoxider, kulbrinte og partikler køretøjer må udlede. Grænseværdierne adskiller sig afhængigt af motortype (benzin eller diesel), men også afhængigt af køretøjstype (personbil, varebil, lastbil, motorcykel eller knallert).

## Euronormer
- Euro1 er obligatorisk for køretøjer, som typegodkendes fra og med 1. juli 1992 (for motorcykler 17. juni 1999) og/eller indregistreres første gang fra og med 1. januar 1993.
- Euro2 er obligatorisk for køretøjer, som typegodkendes fra og med 1. januar 1996 (for motorcykler 1. april 2003) og/eller indregistreres første gang fra og med 1. januar 1997.
- Euro3 er obligatorisk for køretøjer, som typegodkendes fra og med 1. januar 2000 (for motorcykler 1. januar 2006) og/eller indregistreres første gang fra og med 1. januar 2001.
- Euro4 er obligatorisk for køretøjer, som typegodkendes fra og med 1. januar 2005 og/eller indregistreres første gang fra og med 1. januar 2006.
- Euro5 er obligatorisk for køretøjer, som typegodkendes fra og med 1. september 2009 og/eller indregistreres første gang fra og med 1. januar 2011.
- Euro6 er obligatorisk for køretøjer, som typegodkendes fra og med 1. september 2014 og/eller indregistreres første gang fra og med 1. januar 2015.

| Jura | Spire Denne juraartikel er en spire som bør udbygges. Du er velkommen til at hjælpe Wikipedia ved at udvide den. |